# Merizocera cruciata
Merizocera cruciata là một loài nhện trong họ Ochyroceratidae. Loài này phân bố ở Sri Lanka.